# Сборчаточешуйчатая сардинелла
Сборчаточешуйчатая сардинелла  (лат. Sardinella fimbriata) — вид лучепёрых рыб семейства сельдевых. Эти морские пелагические рыбы обитают в тропических водах Индо-Тихоокеанской области между 23° с. ш. и 12° ю. ш. и между 75° в. д. и 153° в. д. Тело веретенообразное, покрыто циклоидной чешуёй, голова голая. Максимальная длина 13,8 см. Встречаются на глубине до 50 м. Питаются планктоном. Являются объектом коммерческого промысла.

## Ареал и среда обитания
Сборчаточешуйчатая сардинелла обитает у восточного побережья Индостана, в водах Шри-Ланки, в Бенгальском заливе, у побережья Мьянмы, Таиланда, Малайзии, в Сиамском заливе, в водах Филиппин, Индонезии и Папуа — Новой Гвинеи. В западной части Индийского океана не встречаются. Эта морская пелагическая рыба встречается в прибрежных водах при температуре 28 °C.

## Описание
Тело веретенообразное (его высота составляет 25—34 % общей длины), слегка сжато с боков и покрыто циклоидной чешуёй, голова голая. Брюшко более выпуклое по сравнению со спинкой. Брюшные плавники расположены впереди середины основания спинного плавника. Жаберные тычинки тонкие и гладкие.
В спинном плавнике 17—20 лучей; в анальном 16—21; в грудных 15—16; жаберных тычинок на нижней части 1-й дуги 54—82, их количество возрастает по мере роста рыб; на брюхе до брюшных плавников 17—19 килеватых чешуй, после брюшных плавников 12—15 чешуй. Дорсальная поверхность тела окрашена в сине-зёленый цвет, бока и брюхо серебристые, на боках имеются жёлтые полосы. Плавники бледно-зелёного цвета. Рыло и край хвостового плавника оливковые. У основания передних лучей спинного плавника расположено тёмное пятно.
Максимальная длина 13,8 см.

## Биология
Единовременный нерест с августа по февраль. Сначала нерестятся более старшие особи, затем мелкие и молодые рыбы. Плодовитость самок колеблется от 5,5 до 41,7 тысяч икринок. Эти рыбы достигают половой зрелости при длине тела около 12 см. Продолжительность жизни оценивается в 3—4 года. Рацион сборчаточешуйчатой сардинеллы состоит из планктона. В сентябре—ноябре сардинеллы питаются в основном зоопланктоном (Acartia, Evadne, Penilia, яйца копепод, личинки ракообразных). В рационе в небольшом количестве присутствует фитопланктон: Coscinodiscus, Euterpina. С декабря по март основу пищи составляют Acartia, личинки двустворчатых моллюсков, Lucifer, Temora, диатомеи (Coscinodiscus и Schmackeria). С апреля по август сардинеллы питаются в основном фитопланктоном.

## Взаимодействие с человеком
Эти рыбы служат объектом коммерческого промысла, особенно в Индии и Пакистане. Сардинелл ловят в основном в сентябре—ноябре. Они положительно реагируют на свет, образуя в зоне подводного освещения плотный косяк, который хаотично перемещается в верхних слоях воды. Сардинелл промышляют кошельковым неводом, ловушками, рыбонасосами, а также тралами. Сборчаточешуйчатая сардинелла по вкусовым качествам ценится меньше большеголовой сардинеллы. Этих рыб используют в качестве наживки при ярусном лове тунца, для приготовления консервов. На рынок поступают в свежемороженом, вяленом и варёном виде (рыбные шарики). Международный союз охраны природы ещё не оценил охранный статус вида.